# 소밀성
소밀성(苏密城)은 중국 지린성에 위치한 발해의 성이다. 발해 15부 중 하나인 장령부의 터로 추정하고 있다. 성 내부에는 발해의 유적들이 많이 발견되었으며, 1961년에 지린성 중점문물보호단위로 지정되었다.